# Pailly VD
| VD ist das Kürzel für den Kanton Waadt in der Schweiz. Es wird verwendet, um Verwechslungen mit anderen Einträgen des Namens Pailly zu vermeiden. |

Pailly ist eine politische Gemeinde im Bezirk Gros-de-Vaud des Kantons Waadt in der Schweiz.

## Geographie
Pailly liegt auf 642 m ü. M., 20 km nördlich der Kantonshauptstadt Lausanne (Luftlinie). Das Haufendorf erstreckt sich am Westabhang eines breiten Hügelkammes im nördlichen Gros de Vaud, über dem Tal des Sauteru, im Waadtländer Mittelland.
Die Fläche des 5,8 km² grossen Gemeindegebiets umfasst einen Abschnitt des nördlichen Gros de Vaud, der Kornkammer des Kantons Waadt. Der sanft gegen das Tal des Sauteru abfallende Hang von Pailly wird unterhalb des Dorfes durch mehrere kleine Erosionstäler untergliedert. Die östliche Grenze verläuft entlang des Sauteru. Nach Westen erstreckt sich der Gemeindeboden auf den breiten Kamm zwischen den Tälern von Buron im Westen und Sauteru im Osten. Das Gebiet reicht bis an den Waldrand des Grand Bois d'Essertines und erreicht auf der Höhe von Les Sapalles mit 702 m ü. M. den höchsten Punkt von Pailly. Von der Gemeindefläche entfielen 1997 6 % auf Siedlungen, 18 % auf Wald und Gehölze und 76 % auf Landwirtschaft.
Zu Pailly gehören mehrere Einzelhöfe. Die Nachbargemeinden von Pailly sind im Osten Rueyres, im Süden Fey, im Südwesten Vuarrens, im Nordwesten Essertines-sur-Yverdon, im Norden Orzens und im Nordosten Oppens.

## Bevölkerung
Mit 576 Einwohnern (Stand 31. Dezember 2023) gehört Pailly zu den kleinen Gemeinden des Kantons Waadt. Von den Bewohnern sind 90,2 % französischsprachig, 5,1 % portugiesischsprachig und 2,8 % deutschsprachig (Stand 2000). Die Bevölkerungszahl von Pailly belief sich 1900 auf 371 Einwohner. Nachdem die Bevölkerung bis 1970 auf 255 Personen abgenommen hatte, wurde wieder eine deutliche Bevölkerungszunahme verzeichnet.

## Wirtschaft
Pailly war bis in die zweite Hälfte des 20. Jahrhunderts ein vorwiegend durch die Landwirtschaft geprägtes Dorf. Noch heute haben der Ackerbau, der Obstbau und die Viehzucht eine wichtige Bedeutung in der Erwerbsstruktur der Bevölkerung. Weitere Arbeitsplätze gibt es im lokalen Kleingewerbe und im Dienstleistungssektor (in einer mechanischen Werkstatt und einem Verlagshaus). In den letzten Jahrzehnten hat sich das Dorf zu einer Wohngemeinde entwickelt. Viele Erwerbstätige sind deshalb Wegpendler, die hauptsächlich im Raum Yverdon arbeiten.

## Verkehr
Die Gemeinde liegt abseits der grösseren Durchgangsstrassen, besitzt aber gute Verbindungen zu den Nachbardörfern. Pailly ist durch mehrere Postautolinien an das Netz des öffentlichen Verkehrs angebunden: Yverdon – Echallens, Yverdon – Bercher und Bercher – Thierrens.

## Geschichte
Die erste urkundliche Erwähnung des Ortes erfolgte im 12. Jahrhundert unter dem Namen Parliei. Später erschienen die Bezeichnungen Parli (1154), Parlye (1177), Parley (1182), Parlie (1228), Palliez (1251), Pallye (1296), Pailliez (1453) und Pallie (1537). Der Ortsname geht vermutlich auf das lateinische Geschlecht Parlius oder Pallius zurück.
Seit dem Mittelalter bildete Pailly eine kleine Herrschaft, die zu Beginn des 14. Jahrhunderts den Namen Bourjod übernahm. Die Herrschaft war von einem Seitenzweig des Geschlechts Grandson-Belmont abhängig und erlebte seit dem 14. Jahrhundert zahlreiche Besitzerwechsel. Mit der Eroberung der Waadt durch Bern im Jahr 1536 kam das Dorf unter die Verwaltung der Vogtei Yverdon. Nach dem Zusammenbruch des Ancien Régime gehörte Pailly von 1798 bis 1803 während der Helvetik zum Kanton Léman, der anschliessend mit der Inkraftsetzung der Mediationsverfassung im Kanton Waadt aufging. 1798 wurde Pailly zunächst dem Bezirk Yverdon zugeteilt, 1803 kam es an den Bezirk Echallens.

## Sehenswürdigkeiten
Die Kirche Saint-Jean wurde Ende des 18. Jahrhunderts neu erbaut. Auf einem Geländevorsprung im Tal des Sauteru südlich von Pailly befinden sich die Ruinen des ehemaligen Schlosses Bourjod. Das Schloss wurde vermutlich Ende des 12. Jahrhunderts erbaut und zerfiel bereits im 15. Jahrhundert zur Ruine.